# Niezwykła przygoda Kubusia Puchatka
Niezwykła przygoda Kubusia Puchatka (ang. Pooh's Grand Adventure: The Search for Christopher Robin) – amerykański film animowany z 1997 roku w reżyserii Karla Geursa. Fabuła opiera się na ostatnim rozdziale książki Chatka Puchatka A.A. Milne’a i jest jego rozwinięciem.
Światowa premiera filmu odbyła się 5 sierpnia 1997 roku. W Polsce został wydany na kasetach wideo 31 marca 1998 roku z dystrybucją Imperial Entertainment.
Film w Polsce wydany na DVD z dystrybucją: Imperial Entertainment, CD Projekt i Galapagos Films.
Film wyemitowany w telewizji na kanałach: TVP1, TVP2, Polsat, TV 4, TV 6, TV Puls (premiera: 9 grudnia 2012 roku), Puls 2, Disney Channel, Polsat Film, Super Polsat.
Na kanałach Polsatu dostępna jest wyłącznie audiodeskrypcja.

## Fabuła
W Stumilowym Lesie powoli kończy się lato. Gdy pewnego dnia Kubuś Puchatek udaje się na wzgórze, aby jak zawsze spotkać się ze swoim najlepszym przyjacielem, nie spodziewa się, że będzie to początek największej przygody w jego życiu. Zamiast Krzysia zastaje baryłkę miodu i tajemniczy liścik (który zresztą szybko zalewa miodem). Zaniepokojony udaje się do pozostałych mieszkańców Stumilowego Lasu, którzy szybko dochodzą do wniosku, że chłopcu grozi wielkie niebezpieczeństwo. Postanawiają ruszyć mu na pomoc. Urocza animowana opowieść o perypetiach Kubusia Puchatka i jego przyjaciół ze Stumilowego Lasu. Bohaterowie wyruszają w długą i pełną niebezpieczeństw podróż, podczas której przeżyją wiele niezwykłych przygód. Film zachwyca wartką fabułą i ciepłym humorem. Nie brakuje w nim wpadających w ucho piosenek.

## Obsada głosowa
- Jim Cummings –
  - Kubuś Puchatek,
  - Tygrys (śpiew),
  - Skałozaur
- Brady Bluhm – Krzyś (dialogi)
- Frankie J. Galasso – Krzyś (śpiew)
- John Fiedler – Prosiaczek
- Paul Winchell – Tygrys (dialogi)
- Ken Sansom – Królik
- Peter Cullen – Kłapouchy
- Andre Stojka – Sowa
- David Warner – Narrator

## Wersja polska

### Pierwsza wersja dubbingu
Opracowanie: Start International Polska

Reżyseria: Joanna Wizmur

Dialogi polskie: Krystyna Skibińska-Subocz

Teksty piosenek: Marek Robaczewski

Kierownictwo muzyczne: Marek Klimczuk

Dźwięk i montaż: Elżbieta Chojnowska

Opieka artystyczna: Michał Wojnarowski

Produkcja polskiej wersji językowej: Disney Character Voices International, Inc.

Wystąpili:
- Jan Kociniak – Kubuś Puchatek
- Aleksander Jaworowski – Krzyś
- Mirosław Wieprzewski – Prosiaczek
- Jacek Czyż – Tygrys
- Ryszard Nawrocki – Królik
- Jan Prochyra – Kłapouchy
- Włodzimierz Bednarski – pan Sowa
- Jerzy Rosołowski – Narrator

Piosenki śpiewali:
- „Już zawsze, na zawsze” – Jan Kociniak i Aleksander Jaworowski
- „Przygoda - wspaniała to rzecz” – Włodzimierz Bednarski
- „Jak Cię widzą” – Ryszard Nawrocki
- „Gdzie jesteś Krzysiu?” – Jan Kociniak
- „Kres przygody” – Jan Kociniak, Mirosław Wieprzewski, Ryszard Nawrocki, Włodzimierz Bednarski, Aleksander Jaworowski i Jacek Czyż
- „Gdzie jesteś? (Napisy Końcowe)” – Grzegorz Markowski i Anna Maria Jopek[3]

Lektor: Jerzy Rosołowski.

### Druga wersja dubbingu
Opracowanie wersji polskiej: Hiventy Poland na zlecenie Canal+

Reżyseria: Joanna Węgrzynowska-Cybińska

Wystąpili:
- Maciej Maciejewski – Kubuś
- Tomasz Steciuk – Prosiaczek
- Wojciech Machnicki –  Królik
- Jerzy Bralczyk – Sowa
- Jakub Szydłowski – Kłapouchy
- Jonasz Tołopiło – Krzyś
- Grzegorz Pawlak – Tygrys

oraz:
- Krzysztof Korzeniowski – Narrator

i inni

Wykonanie piosenki:
- ,,Już zawsze, na zawsze" – Katarzyna Owczarz
- ,,Przygoda - wspaniała to rzecz" – Wojciech Paszkowski
- ,,Jak Cię widzą" – Wojciech Paszkowski
- ,,Gdzie jesteś Krzysiu?" – Dariusz Odija
- ,,Kres przygody" – Tomasz Steciuk, Wojciech Paszkowski
- ,,Gdzie jesteś? (Napisy Końcowe)" – Wojciech Paszkowski, Katarzyna Owczarz, Grzegorz Turnau, Magda Umer, Anna Ścigalska, Jakub Szydłowski, Damian Kulec, Beata Kowalska, Karina Szafrańska, Wojtek Dmochowski

Lektor: Krzysztof Korzeniowski.